# Максуорти, Джейк
Джейк Максуорти (англ. Jake Muxworthy; род. 10 сентября 1978, Туисп, Вашингтон, США) — американский актёр. Наиболее известен по центральным ролям в фильмах ужасов «За гранью страха», «Психушка» и «Тень». После роли в последнем исчез с экранов, перестав сниматься в кино.
Режиссёр «Тени» Федерико Зампальоне в одном из интервью отмечал, что Максуорти обладает фантастическим талантом.

## Карьера
Джейк Максуорти родился 10 сентября 1978 в небольшом городе Туисп в штате Вашингтон.
Дебютировал как актёр в 2003, сыграв небольшую роль фельдшера скорой помощи в боевике «От колыбели до могилы». В 2006 стало известно, что Максуорти присоединился к актёрскому составу молодёжного фильма ужасов «Психушка» режиссёра Дэвида Р. Эллиса. Выход фильма состоялся спустя два года, в 2008. В 2009 сыграл солдата Дэвида в фильме «Тень».

## Фильмография

### Кино
| Год  | Название              | В оригинале        | Роль      |
| ---- | --------------------- | ------------------ | --------- |
| 2003 | От колыбели до могилы | Cradle 2 the Grave | парамедик |
| 2004 | Взломщики сердец      | I Heart Huckabees  | Тим       |
| 2005 | Жажда, война за воду  | Waterborne         | Боди      |
| 2007 | За гранью страха      | Borderland         | Генри     |
| 2008 | Психушка              | Asylum             | Холт      |
| 2009 | Тень                  | Shadow             | Дэвид     |

### Телевидение
| Год  | Название                            | В оригинале     | Роль            | Примечания        |
| ---- | ----------------------------------- | --------------- | --------------- | ----------------- |
| 2005 | Третья смена                        | Third Watch     | Гарри Раш       | 6 сезон, 16 серия |
| 2005 | 24 часа                             | 24              | Гэри            | 4 сезон, 22 серия |
| 2005 | Без следа                           | Without a Trace | Джон Прэтт      | 5 сезон, 20 серия |
| 2007 | Спасите Грейс                       | Saving Grace    | Кип Гарви       | 1 сезон, 13 серия |
| 2008 | C.S.I.: Место преступления Нью-Йорк | CSI: New York   | Танор Соммерсет | 5 сезон, 7 серия  |